# ファルマン (菓子)

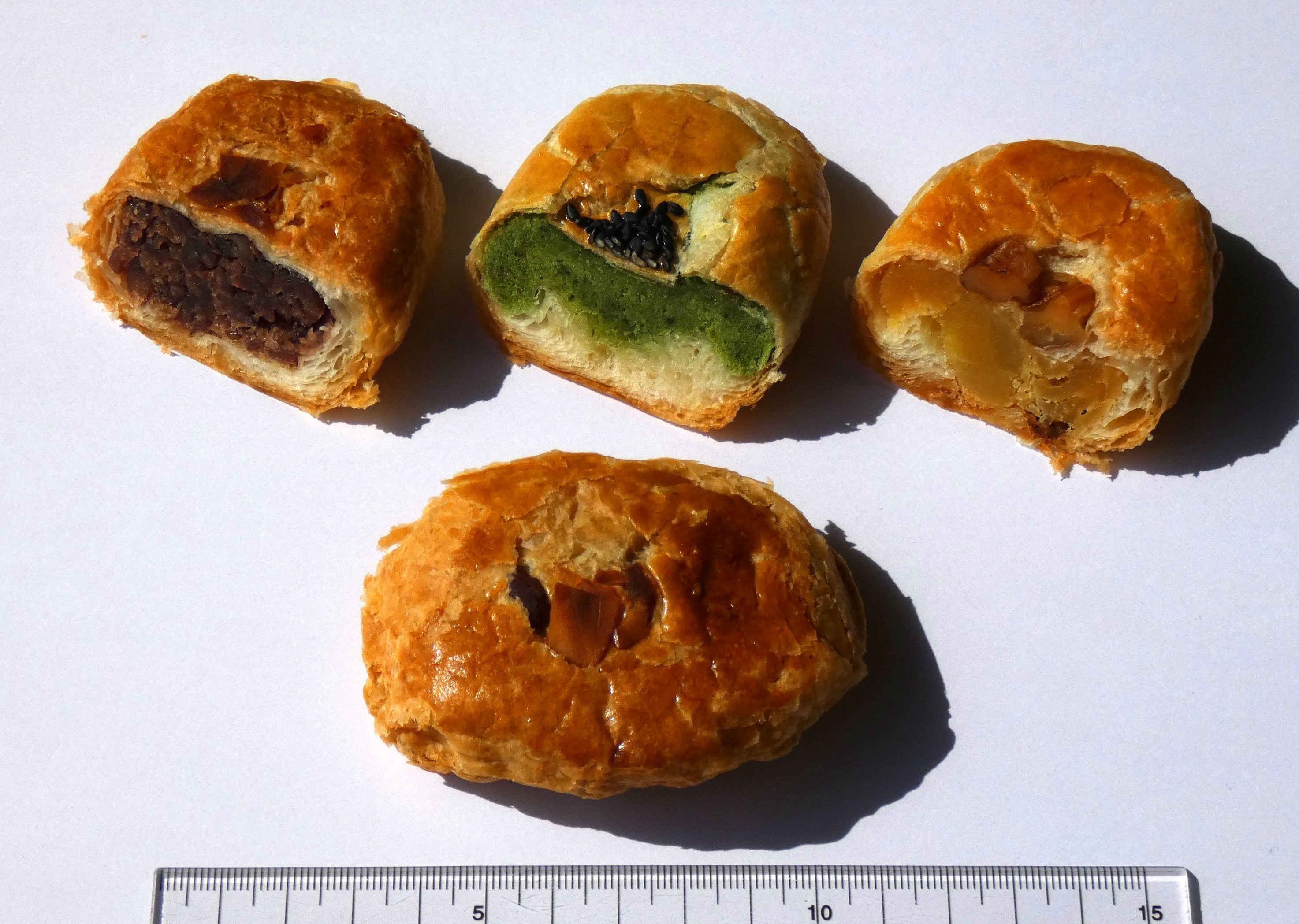
おぐらあん、煎茶あん、マロンあん

ファルマン（ふぁるまん）は、埼玉県所沢市の土産菓子。餡をパイ生地で包み、くるみの実やごまをトッピングした菓子である。

## 概要
- 1911年（明治44年）4月5日、陸軍所沢飛行場の開設に伴い、徳川好敏大尉が操縦するフランス製アンリ・ファルマン複葉機が初飛行し、これを記念して所沢市が「航空発祥の地」としていることに因んでいる。
- 所沢市 ファルマン通り交差点角にある「ねぎし」、新所沢駅東口にある洋菓子店「サンエトワール トレビ」、また近年では航空公園駅東口駅ビル内の「アンリーファルマン ベーカリー＆カフェ」で販売されている。
- 「トレビ」の『ファルマン』はマロンと小倉2種類あり、パッケージにモーリス･ファルマン MF.11（モ式四型機）が描かれている。一方、「ねぎし」の『ファルマン』は、マロン、小倉、抹茶の3種類の餡のものがあり、パッケージにアンリ・ファルマンIII複葉機が描かれている。